# 阿尼奥韦尔德托尔梅斯
阿尼奥韦尔德托尔梅斯，是西班牙卡斯蒂利亚-莱昂萨拉曼卡省的一个市镇。 总面积20平方公里，总人口103人（2001年），人口密度5人/平方公里。